# Карклиньш, Алик
А́лик Ка́рклиньш (латыш. Aļiks Kārkliņš; 12 июля 1968 — 29 октября 2017) — советский и латвийский футболист, латвийский футбольный тренер.

## Биография
Родился Алик Карклиньш в 1968 году в Риге, карьеру футболиста начинал в команде завода ВЭФ под руководством Георгия Смирнова. Впоследствии играл за такие команды, как рижский «Сарканайс квадратс» и броценский «Стартс». В 1992 году провёл 5 матчей за «Старт» в высшей лиге Латвии.
С 2000 года Алик Карклиньш выступал за различные команды из Риги и Елгавы в Первой лиге Латвии. С 2003 года начал работать в новообразованной Владимиром Беляевым команде «Даугава-90», где впоследствии также занял пост помощника главного тренера Владимира Беляева в основной команде. В 2008 году он вместе с рижской «Даугавой» одержал победу в сезоне Первой лиги Латвии.
Также с 2005 по 2009 год Алик Карклиньш являлся ассистентом главного тренера Владимира Беляева в юношеской сборной Латвии для игроков 1990 года рождения.
С 2012 года Алик Карклиньш работал помощником главного тренера в клубе «Юрмала». Правда в начале 2014 года он покинул клуб из-за начавшихся в нём финансовых проблем. Но вскоре Алик вернулся в ряды клуба, где возглавил юношескую команду «Юрмала-2» в чемпионате дублёров.
В сезоне 2015 года Алик Карклиньш возглавлял футбольный клуб «Бабите» во Второй лиге Латвии.
В августе 2017 года было объявлено, что Алик Карклиньш возглавит польский клуб «Олимпия» из города Ковары, выступающий в Четвёртой лиге чемпионата.
29 октября 2017 года, в Риге в возрасте 49 лет, Алик Карклиньш скончался во сне.

## Достижения
«Даугава» Рига
- Победитель Первой лиги Латвии: 2008.